# 대연정

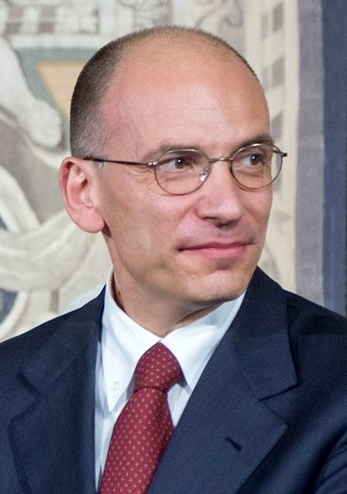
엔리코 레타는 이탈리아 대연정 정부에서 총리를 맡았다.

대연정(大聯政, Grand Coalition)이란 의원 내각제에서 의회의 주요 다수 정당들이 연합하여 구성하는 연합 정부이다. 이 용어는 상반된 이념을 가진 두 정당이 우세한 세력을 가지고, 나머지를 영향력을 발휘하기 충분한 정도 규모의 군소 정당들이 차지하는 형태의 의회를 가진 나라에서 흔히 쓰인다. 이러한 경우 흔히 두 거대 정당들은 선거에서 독자적으로 여대야소 정부를 완성하기 위해 노력하는데, 이것이 실패할 경우 각각 이념이 비슷한 다른 군소 정당과의 연합을 꾀하게 된다. 이것은 두 거대 정당은 이념적으로 괴리가 커서, 군소 정당과 비교할 때 공통된 정책 방향에 대한 동의를 얻기 어렵기 때문이다.
하지만 대립하는 정당들이 하나의 정부를 구성하는 것이 바람직한 상황이 존재할 수 있다. 한 예로, 전쟁이나 경기 불황과 같은 국가적 위기 때 국민들은 이념적 차이를 극복하여 국가적 통합과 안정을 바랄 것이다. 이러한 연합은 특히 직면한 위기를 벗어날 최선의 정책에 대한 폭넓은 협약이 성립된 경우에 더욱 가능성이 높아진다. 이 경우에는, 심지어 한 정당이 여대야소 정부를 구성하기에 충분한 의석을 확보한 경우에도 대연정이 이루어질 수 있다. 예를 들어, 제1차 세계 대전과 제2차 세계 대전 시기에 이루어진 영국의 임시 연립 정부, 그리고 제1차(1966~1969)와 제2차(2005~2009) 그리고 제3차(2013~현재) 독일연방공화국의 좌+우 대연정, 2006년 총선 직후 출범한 오스트리아의 좌+우 대연정 등을 들 수 있다.
대연정이 성립될 수 있는 다른 상황은 주요 정당들이 다른 군소 정당에 비해 공통된 이념에서 겹치는 부분이 더 많은 경우나, 소규모 정당들의 의석 분할이 과도해서 다른 안정된 연정을 구성하기 힘든 경우이다. 예를 들어, 오스트리아에서는 종종 주요 정당들이 극우나 극좌 정당이 정부에 참여하지 못하도록 대연정을 구성한다.(이른바 '방역선'이라고 불린다.) 이스라엘에서는 의회의 분할 형태와 다른 군소 정당들의 비타협적인 자세로 인해 대연정을 구성하는 것이 유리하게 생각된다.
어떤 나라에서는 대연정이 지속적으로 유지되어 유권자와 소규모 정당들을 낙담시키는데, 유권자들은 사실상 정부의 선택권이 없다고 느낀다. 이러한 나라에서는 항의 투표가 흔히 발생한다.

## 같이 보기
- 협력 게임
- 헝 의회
- 거국정부